# أنوسكا كوستر
أنوسكا كوستر (بالهولندية: Anouska Koster) (و. 1993  م) هي دراجة هولندية، ولدت في دي فيسترين.

## سجل الفوز

### سباقات أو مراحل فاز بها
| التاريخ        | السباق                                             | المركز                                                                                           |
| -------------- | -------------------------------------------------- | ------------------------------------------------------------------------------------------------ |
| 12 أبريل 2015  | هيلثي أجينج تور 2015                               |                                                                                                  |
| 31 مايو 2015   | Gooik–Geraardsbergen–Gooik 2015                    | السادس في التصنيف العام                                                                          |
| 14 أغسطس 2015  | Halden 350 Criterium                               | الرابع في تصنيف أفضل شاب                                                                         |
| 16 أغسطس 2015  | طواف النرويج للسيدات 2015                          | السادس في تصنيف أفضل شاب، السادس في تصنيف الجبال                                                 |
| 05 فبراير 2016 | طواف قطر للنساء 2016                               |                                                                                                  |
| 13 مارس 2016   | درينتشت آخت فان ويسترفيلد 2016                     | الثالث في التصنيف العام                                                                          |
| 16 أبريل 2016  | 2016 Omloop van de IJsseldelta                     | التاسع في التصنيف العام                                                                          |
| 22 مايو 2016   | طواف أمجين كاليفورنيا 2016                         | الخامس في تصنيف أفضل شاب                                                                         |
| 19 يونيو 2016  | طواف السيدات 2016                                  | الثامن في تصنيف أفضل شاب                                                                         |
| 24 يونيو 2016  | سباق الطريق للسيدات في بطولة هولندا 2016           |                                                                                                  |
| 30 يوليو 2016  | رايد لندن الكلاسيكي 2016                           | السابع في التصنيف العام                                                                          |
| 14 أغسطس 2016  | طواف النرويج للسيدات 2016                          | الأول في تصنيف النقاط، الثاني في تصنيف أفضل شاب، الثاني في تصنيف الجبال، الثالث في التصنيف العام |
| 30 أبريل 2017  | 2017 Gracia-Orlová                                 |                                                                                                  |
| 24 يونيو 2017  | سباق الطريق للسيدات في بطولة هولندا 2017           |                                                                                                  |
| 08 سبتمبر 2017 | لوتو بلجام تور 2017                                | الأول في التصنيف العام، الثالث في تصنيف النقاط                                                   |
| 22 أغسطس 2020  | سباق الطريق للسيدات في بطولة هولندا 2020           |                                                                                                  |
| 30 يوليو 2021  | 2021 Kreiz Breizh Elites Dames                     | الأول في تصنيف النقاط، الثالث في التصنيف العام، الثالث في تصنيف أفضل شاب، الثامن في تصنيف الجبال |
| 29 أغسطس 2021  | هولاند ليديز تور 2021                              | الأول في تصنيف الجبال                                                                            |
| 22 يونيو 2022  | سباق الزمن على الطريق للسيدات في بطولة هولندا 2022 |                                                                                                  |
| 28 أبريل 2024  | 2024 Festival Elsy Jacobs à Luxembourg             |                                                                                                  |
| 30 يوليو 2024  | 2024 Kreiz Breizh Elites Dames                     |                                                                                                  |
| 18 سبتمبر 2024 | 2024 Saint-Feuillien Grand Prix de Wallonie        |                                                                                                  |

## روابط خارجية
- أنوسكا كوستر على موقع الاتحاد الدولي للدراجات (الإنجليزية)
- أنوسكا كوستر على موقع أرشيف الدراجات (الإنجليزية)
- أنوسكا كوستر على موقع إحصائيات الدراجات الإحترافية (الإنجليزية)
- أنوسكا كوستر على موقع نسبة الدراجات (الإنجليزية)
- أنوسكا كوستر على موقع CyclingDatabase.com (مؤرشف) (الإنجليزية)